# Dent de Crolles
De Dent de Crolles (Vert. Tand van Crolles) is een bergtop (2068 m) aan de oostelijke flank van de Chartreuse, een bergmassief in de Franse Voor-Alpen. De bergtop ligt 20 km ten noordoosten van Grenoble.
De bergtop is zeer goed zichtbaar vanuit de bewoonde wereld: de agglomeratie Grenoble en het dal van de Isère. De naam verwijst naar de vorm –een tand– en naar de gemeente Crolles in het dal van de Isère (Grésivaudan).

## Speleologie
De berg herbergt een zeer ingewikkeld en omvangrijk systeem van grotten, dat tijdens de Tweede Wereldoorlog voor het eerst in kaart werd gebracht. In 1946 was het de diepste grot (-658 m) die in Europa bekend was. Door de oorlog was er een groot gebrek aan de benodigde hulpmiddelen, zodat veel zelf moest worden gemaakt, wat heeft geleid tot verschillende technische innovaties, zoals het gebruik van de prusikknoop.

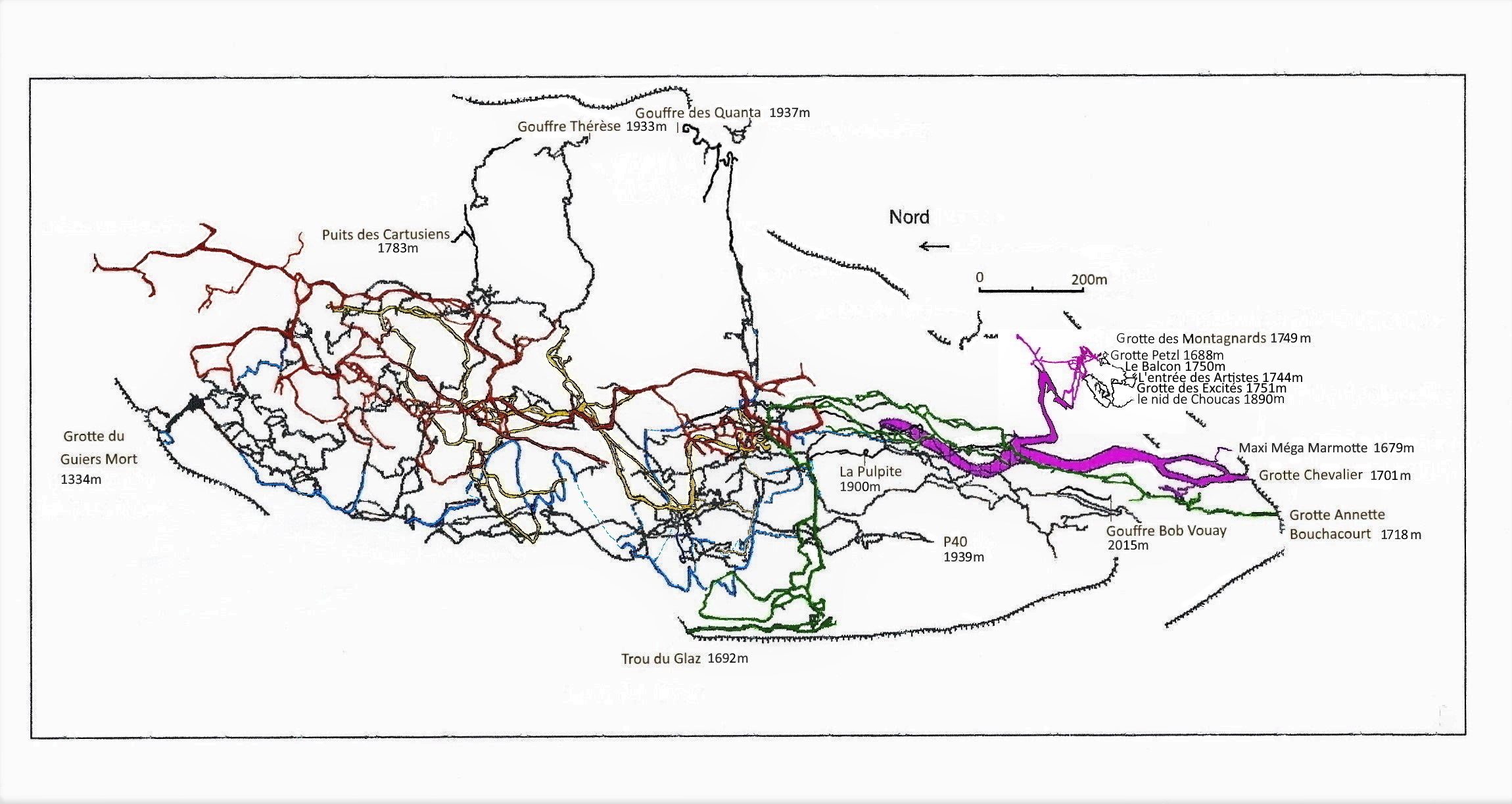
Schematisch plan van het netwerk van de Dent de Crolles. Kleuren komen overeen met de verschillende niveaus, de dood wordt dat Guiers punt 0; de blauwe vertegenwoordigt de rivier: niveau 0 tot 100 m; Geel (de metro) niveau van 100 tot 140 m; Rood (boulevard van de Tritons) niveau 140 tot 200 m; groen (Glaz-Annette) + 350 m. hoogte tussen het hoogste niveau van de ingang, de afgrond Bob Vouay (2022 m) en de grot van de Guiers Mort is van 690metres.